# 林燕祝
林燕祝（1965年1月14日—），中華民國政治人物，中國國民黨籍，生於臺灣臺南市，2010年起擔任臺南市議會議員至今。

## 生涯
2015年6月，林燕祝向臺南市政府新聞及國際關係處備詢時潑了新聞處長一身水，並波及後方人員及設備。
2015年7月，為痛批臺南市市長賴清德違法不進議會，與同黨市議員林美燕Cosplay變身成女學生與打擊壞蛋的月光仙子。林燕祝說「我這樣的造型出來，是在打擊壞人，代替月亮來懲罰」。
2019年1月，於市議會質詢發言「昨天有一個團體叫NGO，我去搜尋他所有的資料，我搜尋不到他對虐童個案，被安置的家庭有去做關心。」
2023年5月，與同黨市議員王家貞、蔡宗豪質詢臺南市政府經濟發展局時質疑臺南近期久未下雨與高溫是因為設在臺南的太陽能光電造成，引發爭議。

## 外部連結
- 臺南市議會市議員資訊網 （页面存档备份，存于）
- 林燕祝個人的Facebook專頁
- 林燕祝的Facebook專頁
- YouTube上的Angel林燕祝頻道
- YouTube上的林燕祝頻道
- YouTube上的林燕祝頻道